# Corsair Gaming
Pour les articles homonymes, voir Corsair.
Corsair Gaming, Inc. (stylisé CORSAIR) est une marque américaine de périphériques informatiques et de gaming dont le siège social est situé à Milpitas, Californie. Auparavant connue sous les noms de Corsair Components et Corsair Memory, la société a été constituée en Californie en janvier 1994 sous le nom de Corsair Microsystems puis réincorporée dans le Delaware en 2007. L’entreprise conçoit et commercialise une gamme de produits informatiques, notamment des modules DRAM haute vitesse, des alimentation électriques (PSU), des clés USB, des solutions de refroidissement pour CPU/GPU et boîtiers, des périphériques gaming (tels que claviers et souris), des boîtiers d’ordinateur, des SSD et des enceintes.

## Histoire
L'entreprise a été fondée sous le nom de Corsair Microsystems Inc. en 1994 par Andy Paul, Don Lieberman et John Beekley. À l'origine, Corsair développait des modules de cache de niveau 2, appelés modules cache on a stick (COASt), destinés aux OEM. Après qu'Intel a intégré le cache L2 directement dans le processeur avec la sortie de sa famille de processeurs Pentium Pro, Corsair a recentré ses activités sur les modules DRAM, principalement pour le marché des serveurs. Cet effort a été dirigé par Richard Hashim, l'un des premiers employés de Corsair. En 2002, Corsair a commencé à commercialiser des modules DRAM conçus pour séduire les passionnés d'informatique, qui les utilisaient pour l'overclocking. Depuis lors, Corsair continue de produire des modules de mémoire pour PC et a élargi sa gamme à d'autres composants pour ordinateurs.
Corsair a élargi sa production de modules de mémoire DRAM vers le marché haut de gamme destiné à l'overclocking. Cette expansion permet de créer des plateformes puissantes et d'obtenir de meilleures performances du processeur et de la mémoire vive. Les séries Corsair Vengeance Pro et Corsair Dominator Platinum sont conçues pour les applications d'overclocking.
Depuis, Corsair a diversifié sa gamme de produits pour inclure de nombreux périphériques de jeu haut de gamme, des solutions de refroidissement par air et par refroidissement liquide haute performance, ainsi que d'autres composants destinés aux passionnés. Vers 2009, Corsair a contacté CoolIT Systems afin d'intégrer leur technologie de refroidissement liquide dans ses produits, ce qui a abouti à un partenariat à long terme,.
En mai 2021, Corsair a annoncé le déménagement de son siège social de Fremont à Milpitas, avec une prise d'effet du nouveau bail en mars 2022. En août 2024, Corsair a licencié 90 employés.

## Produits
Corsair est un intégrateur de mémoire vive : le fabricant intègre sur ses circuits imprimés des séries de modules mémoires issues de constructeurs tels que Siemens et Samsung. Corsair produit également des claviers dédiés pour le gaming (Corsair K55 par ex.), des boitiers de PC fixe pour le gaming (Corsair Carbide par ex.) etc...
Corsair commercialise également :

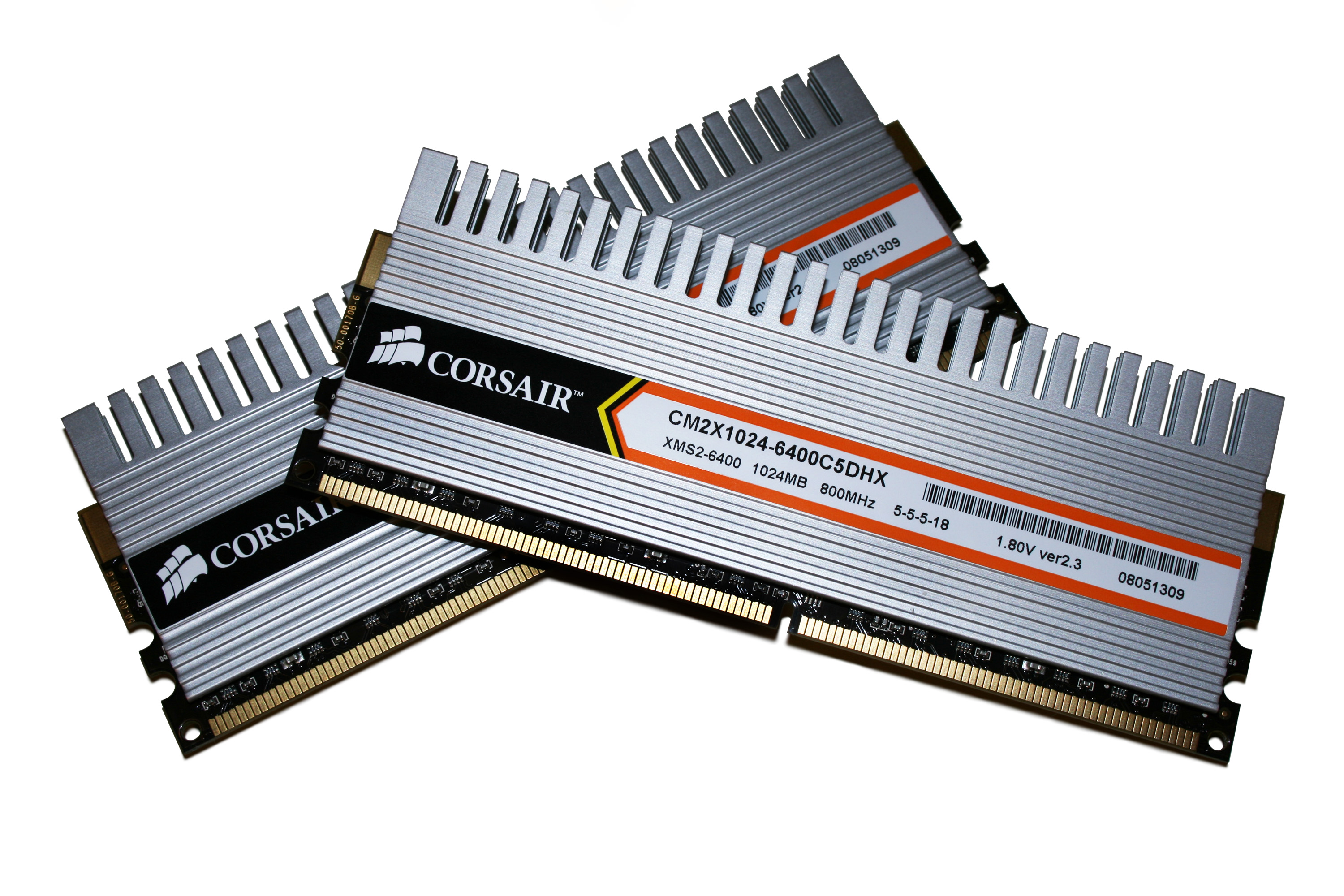
Mémoire Vive DDR2 de Corsair.

Ancien logo de Corsair Components, utilisé jusqu'au 1er juin 2015

- Barrettes de mémoire de type DRAM et DIMM.
- Blocs d'alimentation pour PC (gammes AX, HX, RM, CS, TX, GS, CX et VS, toutes sauf les GS et VS étant disponibles dans des versions offrant un câblage modulaire), fabriquées par la marque Sea Sonic
- Périphériques informatiques pour joueurs.
- SSD pour une utilisation dans une tour.
- Boitiers informatiques (séries Obsidian, Graphite, Vengeance et Carbide) pour des cartes mères aux formats ATX et micro-ATX.
- Dissipateur pour microprocesseur à refroidissement à eau et à air.
- Mémoire flash de type clés USB haut de gamme.
- Claviers, souris, tapis de souris, casque-micro et fauteuils gaming, ainsi que des boîtiers PC.